# Saco (Montana)
Saco é uma cidade  localizada no estado americano de Montana, no Condado de Phillips.

## Demografia
Segundo o censo americano de 2000, a sua população era de 224 habitantes.
Em 2006, foi estimada uma população de 199, um decréscimo de 25 (-11.2%).

## Geografia
De acordo com o United States Census Bureau tem uma área de
0,8 km², dos quais 0,8 km² cobertos por terra e 0,0 km² cobertos por água. Saco localiza-se a aproximadamente 665 m acima do nível do mar.

## Localidades na vizinhança
O diagrama seguinte representa as localidades num raio de 68 km ao redor de Saco.